# Guy Burt
Guy Burt född 1972, är en brittisk författare, mest känd för sin debutroman, After the Hole, 1993 som är en psykologisk skräckroman om en grupp privatskolestudenter som stängs in i en underjordisk bunker, som det verkar instängda av en sociopatisk klasskamrat. Romanen filmatiserades 2001 som The Hole, med bland andra Thora Birch och Daniel Brocklebank bland skådespelarna. Han har därefter givit ut ytterligare två romaner, Sophie och The Dandelion Clock. 
Burt har även skrivit för TV, bland annat avsnitt av Kingdom, Diamond Geezer, Afterlife, Mord i sinnet, Ghostboat och Murder in Mind.